# العلاقات التشيكية الفنزويلية
العلاقات التشيكية الفنزويلية هي العلاقات الثنائية التي تجمع بين التشيك وفنزويلا.

## مقارنة بين البلدين
هذه مقارنة عامة ومرجعية للدولتين:
| وجه المقارنة                                              | التشيك                                                                            | فنزويلا                                  |
| --------------------------------------------------------- | --------------------------------------------------------------------------------- | ---------------------------------------- |
| المساحة (كم2)                                             | 78.87 ألف                                                                         | 916.45 ألف                               |
| عدد السكان (نسمة)                                         | 10.52 مليون                                                                       | 28.87 مليون                              |
| الكثافة السكانية (ن./كم²)                                 | 133.38                                                                            | 31.5                                     |
| العاصمة                                                   | براغ                                                                              | كاراكاس                                  |
| اللغة الرسمية                                             | اللغة التشيكية                                                                    | اللغة الإسبانية، لغة الإشارة الفنزويلية ‏ |
| العملة                                                    | كرونة تشيكية، كرونة تشيكوسلوفاكية                                                 | بوليفار فنزويلي                          |
| الناتج المحلي الإجمالي (بليون دولار)                      | 215.73 مليار                                                                      | 482.36 مليار                             |
| الناتج المحلي الإجمالي (تعادل القوة الشرائية) بليون دولار | 356.15 مليار                                                                      |                                          |
| الناتج المحلي الإجمالي الاسمي للفرد دولار أمريكي          | 17.55 ألف                                                                         |                                          |
| الناتج المحلي الإجمالي للفرد دولار أمريكي                 | 31.19 ألف                                                                         |                                          |
| مؤشر التنمية البشرية                                      | 0.878                                                                             | 0.762                                    |
| رمز المكالمات الدولي                                      | +420                                                                              | +58                                      |
| رمز الإنترنت                                              | .cz                                                                               | .ve                                      |
| المنطقة الزمنية                                           | ت ع م+01:00، ت ع م+02:00، توقيت وسط أوروبا، توقيت وسط أوروبا الصيفي، أوروبا/براغ ‏ | 00                                       |

## منظمات دولية مشتركة
يشترك البلدان في عضوية مجموعة من المنظمات الدولية، منها:
| علم المنظمة | اسم المنظمة                        | تاريخ انضمام التشيك | تاريخ انضمام فنزويلا |
| ----------- | ---------------------------------- | ------------------- | -------------------- |
|             | منظمة التجارة العالمية             | ?                   | ?                    |
|             | مؤسسة التمويل الدولية              | 1993                | 28 ديسمبر 1956       |
|             | منظمة حظر الأسلحة الكيميائية       | ?                   | ?                    |
|             | الأمم المتحدة                      | 19 يناير 1993       | 15 نوفمبر 1945       |
|             | الاتحاد الدولي للاتصالات           | 1993                | 13 أغسطس 1920        |
|             | منظمة الشرطة الجنائية الدولية      | ?                   | ?                    |
|             | البنك الدولي للإنشاء والتعمير      | 1993                | 30 ديسمبر 1946       |
|             | الاتحاد البريدي العالمي            | ?                   | ?                    |
|             | وكالة ضمان الاستثمار متعدد الأطراف | 1993                | 9 مايو 1994          |
|             | يونسكو                             | 22 فبراير 1993      | 25 نوفمبر 1946       |

## وصلات خارجية
- موقع وزارة الخارجية التشيكية
- موقع وزارة الخارجية الفنزويلية